# Favars
Favars település Franciaországban, Corrèze megyében. Lakosainak száma 1121 fő (2022. január 1.). Favars Chameyrat, Saint-Germain-les-Vergnes, Saint-Hilaire-Peyroux és Saint-Mexant községekkel határos.

## Népesség
A település népességének változása:
| Lakosok száma | 419  | 772  | 902  | 926  | 1021 | 1043 | 1072 | 1097 | 1114 | 1121 |
|               | 1968 | 1982 | 1990 | 2006 | 2013 | 2015 | 2017 | 2019 | 2020 | 2022 |